# François Lombard
François Lombard (ur. 15 lipca 1971 w Briançon w departamencie Alpy Wysokie) – francuski wspinacz sportowy uprawiał także wspinaczkę lodową. Specjalizował się w boulderingu oraz w prowadzeniu. Brązowy medalista mistrzostw Europy w prowadzeniu z 1996 roku z Paryża.

## Kariera sportowa
Na mistrzostwach Europy w 1996 w Paryżu zdobył brązowy medal we wspinaczce sportowej w prowadzeniu, w finale przegrał z reprezentantami Francji braćmi Petit Arnaudem oraz z jego młodszym bratem François.
Wielokrotny uczestnik, medalista prestiżowych, elitarnych zawodów wspinaczkowych Rock Master we włoskim Arco, gdzie zdobył ogółem 5 medali; w tym 2 złote (w 1995 oraz w 1996), 2 srebrne i 1 brązowy.
Wielokrotny medalista mistrzostw Francji we wspinaczce sportowej w konkurencji prowadzenie, w których w 1993 oraz w 1998 roku zdobył tytuł wicemimistrza Francji.

## Osiągnięcia

### Mistrzostwa świata
| Konkurencje | 1991 | 1993 | 1995 |
| Prowadzenie | 10   | 9-10 | 5    |

### Mistrzostwa Europy
| Konkurencje | 1992 | 1996 |
| Prowadzenie | 28   | 3    |

### Rock Master
| Konkurencje | 1992 | 1993 | 1994 | 1995 | 1996 | 1998 | 1999  | 2001 |
| Bouldering  | —    | —    | —    | —    | —    | —    | 12-13 | —    |
| Prowadzenie | 5    | 2    | 2    | 1    | 1    | 3    | 11    | 15   |